# Derechos y Libertad
Derechos y Libertad (Diritti e Libertà) (DL) fue un partido político italiano fundado el 22 de noviembre de 2012 por un grupo escindido de Italia de los Valores (IdV). Su portavoz es Massimo Donadi, líder IdV en la Cámara de Diputados de 2006 a 2012. 
En el momento de crearse DL incluía cuatro diputados y un senador, todos ellos miembros de IdV anteriormente.
El partido se inspira en antiguo Partido de Acción (PdA) y, desde su fundación forma parte de la coalición de centro-izquierda Italia. Bien Común. DL es asimismo miembro fundador de Centro Democrático, el componente centrista de la coalición.